# 1993-as magyar atlétikai bajnokság
Az 1993-as magyar atlétikai bajnokságon, amely a 98. bajnokság volt. Szabadtéren maratoni váltókkal bővült a verseny, fedett pályán pedig a több próba versenyekkel.

## Helyszínek
- téli dobóbajnokság: február 20., Népstadion edzőpálya, Tüzér utca (gerelyhajítás)
- mezeifutó bajnokság: március 13., Dunakeszi
- maratoni váltó: április 24., Agárd
- férfi 20 és női 10 km-es gyaloglás: május 15., Debrecen, Egyetem sugárút
- 10 000 m: május 15., Veszprém
- váltóbajnokság: május 22–23., Népstadion
- pályabajnokság: augusztus 5–6., Népstadion
- Többpróba: szeptember 3–5., Budapest
- félmaraton: szeptember 11., Nyíregyháza
- Ügyességi csapatbajnokság: szeptember 25–26., Budapest
- maraton: október 3., Visegrád, Salamon-torony – Margit-sziget
- 50 km gyaloglás:október 23., Ózd

## Eredmények

### Férfiak
| Versenyszám                            | Arany                                                                     | Arany     | Ezüst                                                                          | Ezüst     | Bronz                                                                         | Bronz     |
| -------------------------------------- | ------------------------------------------------------------------------- | --------- | ------------------------------------------------------------------------------ | --------- | ----------------------------------------------------------------------------- | --------- |
| 100 m                                  | Rezák Pál Újpesti TE                                                      | 10,63     | Karaffa László Bp. Honvéd                                                      | 10,64     | Kovács Attila Újpesti TE                                                      | 10,64     |
| 200 m                                  | Rezák Pál Újpesti TE                                                      | 20,97     | Karaffa László Bp. Honvéd                                                      | 21,15     | Alexa Szabolcs Szeged                                                         | 21,26     |
| 400 m                                  | Menczer Gusztáv Bp. Honvéd                                                | 47,35     | Nyilasi Péter Újpesti TE                                                       | 47,41     | Gyulai Miklós TFSE                                                            | 47,46     |
| 800 m                                  | Árpási Miklós Testvériség                                                 | 1:50,17   | Tölgyesi Balázs Videoton                                                       | 1:51,29   | Banai Róbert Újpesti TE                                                       | 1:52,00   |
| 1500 m                                 | Banai Róbert Újpesti TE                                                   | 3:52,02   | Kollár Csaba Újpesti TE                                                        | 3:52,28   | Tölgyesi Balázs Videoton                                                      | 3:52,42   |
| 5000 m                                 | Káldy Zoltán Újpesti TE                                                   | 14:06,57  | Kollár Csaba Újpesti TE                                                        | 14:18,01  | Szemán János VEDAC                                                            | 14:19,60  |
| 10 000 m                               | Káldy Zoltán Újpesti TE                                                   | 29:06,24  | Berkovics Imre VEDAC                                                           | 29:08,38  | Jáger Péter BVSC                                                              | 29:18,46  |
| 4 × 100 m                              | Utasi Sándor Karaffa László Fetter György Menczer Gusztáv Bp. Honvéd      | 40,59     | Újpesti TE                                                                     | 41,14     | Zalaegerszegi AC                                                              | 41,73     |
| 4 × 200 m                              | Utasi Sándor Menczer Gusztáv Fetter György Karaffa László Bp. Honvéd      | 1:24,59   | Újpesti TE                                                                     | 1:25,19   | Both Vilmos Zalaegerszegi AC                                                  | 1:28,62   |
| 4 × 400 m                              | Bella Attila Kiss Gábor Hajdú Sándor Both Vilmos Zalaegerszegi AC         | 3:12,47   | TFSE                                                                           | 3:12,86   | Újpesti TE                                                                    | 3:16,19   |
| 4 × 800 m                              | Bogár Attila Laczfi Endre Kollár Csaba Banai Róbert Újpesti TE            | 7:40,81   | Ferencvárosi TC                                                                | 7:41,79   | Debreceni EAC                                                                 | 7:43,09   |
| 4 × 1500 m                             | Holba Zoltán Káldy Zoltán Banai Róbert Kollár Csaba Újpesti TE            | 15:40,96  | Mikro SC                                                                       | 16:01,65  | VEDAC                                                                         | 16:01,99  |
| 110 m gát                              | Csillag Levente Újpesti TE                                                | 14,01     | Bédi Tibor Csepel                                                              | 14,09     | Sárközi Lajos Szolnoki MÁV-MTE                                                | 14,54     |
| 400 m gát                              | Kovács Dusán Vitalitas SE                                                 | 50,51     | Bágyi Róbert MLTC                                                              | 51,92     | Borsos Károly Testvériség                                                     | 52,19     |
| 3000 m akadály                         | Markó Gábor Micro SC                                                      | 8:51,53   | Vágó Béla MTK                                                                  | 8:54,51   | Janovecz Tamás Bp. Spartacus                                                  | 9:05,34   |
| 20 km gyaloglás                        | Urbanik Sándor Tatabányai SC                                              | 1:23:31   | Dudás Gyula Szegedi VSE                                                        | 1:23:49   | Czukor Zoltán Pécsi AC                                                        | 1:29:43   |
| 50 km gyaloglás                        | Dudás Gyula Szegedi VSE                                                   | 4:08:26   | Kirszt Károly Komlói Bányász                                                   | 4:10:45   | Czukor Zoltán Pécsi AC                                                        | 4:11:56   |
| magasugrás                             | Deutsch Péter Bp. Honvéd                                                  | 214 cm    | Tresch András Csepel                                                           | 214 cm    | Somogyi János Újpesti TE                                                      | 210 cm    |
| rúdugrás                               | Rohánszky Pál Csepel                                                      | 530 cm    | Farkas Zoltán Bp. Honvéd                                                       | 530 cm    | Bujtor Zoltán Újpesti TE                                                      | 500 cm    |
| távolugrás                             | Ordina Tibor Újpesti TE                                                   | 804 cm    | Szabó Zsolt Testvériség                                                        | 780 cm    | Makó György Debreceni MTE                                                     | 778 cm    |
| hármasugrás                            | Pálóczi Gyula Tatabányai SC                                               | 16,79 m   | Czingler Zsolt Újpesti TE                                                      | 16,76 m   | Földessy Csaba Ferencvárosi TC                                                | 16.45 m   |
| súlylökés                              | Kóczián Jenő Újpesti TE                                                   | 18,72 m   | Kónyi Árpád Gödöllői EAC                                                       | 16,44 m   | Pénzes Tamás Testvériség                                                      | 16,11 m   |
| diszkoszvetés                          | Horváth Attila Haladás VSE                                                | 62,20 m   | Ficsor József Nyíregyházi VSC                                                  | 58,22 m   | Kerekes László Nyíregyházi VSC                                                | 52,52 m   |
| kalapácsvetés                          | Gécsek Tibor Szombathelyi AC                                              | 81,00 m   | Kiss Balázs VEDAC                                                              | 76,90 m   | Vida József Haladás VSE                                                       | 73,78 m   |
| gerelyhajítás                          | Belák József Újpesti TE                                                   | 69,60 m   | Paragi Ferenc Csepel                                                           | 68,96 m   | Lévai Csaba Bp. Honvéd                                                        | 68,48 m   |
| tízpróba                               | Munkácsi Sándor Újpesti TE                                                | 7528      | Kürtösi Zsolt TFSE                                                             | 7265      | Rappai Róbert Újpesti TE                                                      | 6666      |
| félmaraton                             | Jáger Péter BVSC                                                          | 1:04:23   | Gergely Zoltán Kaposvári Marathon                                              | 1:04:34   | Holba Zoltán Újpesti TE                                                       | 1:05:21   |
| maraton                                | Holba Zoltán Újpesti TE                                                   | 2:20:32   | Csikós Rudolf Mikro                                                            | 2:23:56   | Lacfi Endre Újpesti TE                                                        | 2:24:15   |
| kis mezei futás 6 km                   | Sági Ferenc BVSC                                                          | 17:45     | Banai Róbert Újpesti TE                                                        | 18:06     | Kozma Attila BVSC                                                             | 18:14     |
| mezei futás 12 km                      | Berkovics Imre Veszprémi EDAC                                             | 37:20     | Pintér István Újpesti TE                                                       | 37:54     | Kárpáti Zsolt VEDAC                                                           | 38:12     |
| csapat 20 km gyaloglás                 | Dudás Gyula Csobán László Ozsváth Gábor Szegedi VSE                       | 4:37:13   | Csaba István Kovács László Sátor László Bp. Honvéd                             | 5:01:02   | Lengyel Gábor Bondor Csaba Börcsök Zoltán Szegedi VSE                         | 5:04:04   |
| csapat 50 km gyaloglás                 | Csaba István Kovács László Tarcsi Géza Bp. Honvéd                         | 4:26:29   | Dudás Gyula Csobán László Ozsváth Gábor Szegedi VSE                            | 14:41:12  |                                                                               |           |
| csapat félmaraton                      | Jáger Péter Talabér Attila Molnár Tibor BVSC                              | 3:17:46   | Holba Zoltán Pintér István Kliszek Tamás Újpesti TE                            | 3:19:06   | Sági József Szakács Tibor Dávid Károly Szupermaratoni FC                      | 3:28:56   |
| csapat maraton                         | Holba Zoltán Laczfi Endre Pintér István Újpesti TE                        | 7:18:09   | Csikós Rudolf Papp János Gonda Tibor Mikro SC                                  | 7:22:07   | Balassa Levente Csaba Vilmos Lengyel Ákos Szegedi VSE                         | 8:02:58   |
| maratoni váltó (10, 10, 10, 5, 7,2 km) | Sági Ferenc Molnár Tibor Talabér Attila Kozma Attila Nyikos Attila BVSC   | 2:11:37   | Farkas Géza Szabó Zoltán Knipl István Markó Gábor Vörös László Mikro SC        | 2:12:33   | Kliszek Tamás Laczfi Endre Bogár Attila Kovács József Gyarmati Pál Újpesti TE | 2:13:02   |
| csapat kis mezei futás 6 km            | Sági Ferenc Kozma Attila Nyikos Attila BVSC                               | 9         | Banai Róbert Kliszek Tamás Kollár Csaba Újpesti TE                             | 17        | Majoros Kolos Antók Balázs Halmos Tibor BEAC                                  | 41        |
| csapat mezei futás 12 km               | Berkovics Imre Kárpáti Zsolt Szemán János Veszprémi DEAC                  | 8         | Pintér István Lechmann Laczfi Endre Újpesti TE                                 | 29        | Nemes-Nagy Tibor Susányi Tamás Balassa Levente Szegedi VSE                    | 42        |
| csapat magasugrás                      | Tresch András Bese Benő Szórád Rajmund Ecseri Norbert Csepel SC           | 208 cm    | Czingler Zsolt Somogyi János Székely Attila Nagy Zoltán Újpesti TE             | 203 cm    | Deutsch Péter Somogyvári Tamás Farkas Zoltán Sára Zoltán Bp. Honvéd           | 202,5 cm  |
| csapat rúdugrás                        | Balogh László Tóth Ferenc Munkácsi Sándor Jobbágy András Újpesti TE       | 462,5 cm  | Kálmán Zsolt Vékony Zoltán Schlaffer László Glódi Csaba Újpesti TE             | 415 cm    | Telek István Otterbein István Ferenczi Imre Tóth Zsolt Pécsi AC               | 302,5 cm  |
| csapat távolugrás                      | Ordina Tibor Almási Csaba Uzsoki János Holicza Zsolt Újpesti TE           | 753 cm    | Földessy Csaba Janovszki Zoltán Kovács István Molnár Krisztián Ferencvárosi TC | 692 cm    | Czingler Zsolt Boros Csaba Harrer Ákos Magda Szilárd Újpesti TE               | 688 cm    |
| csapat hármasugrás                     | Ordina Tibor Czingler Zsolt Boros Csaba Uzsoki János Újpesti TE           | 15,5975 m | Földessy Csaba Janovszki Zoltán Kovács István Juhász Géza Ferencvárosi TC      | 15,2325 m | Hegedűs Zoltán Marik Balázs Fosztó Dénes Békési Mihály TFSE                   | 14,0975 m |
| csapat súlylökés                       | Kóczián Jenő Kónyi Árpád Fejér Zoltán Munkácsi Sándor Újpesti TE          | 15,3775 m | Mig György Bácsalmási Antal Rajniczer Lajos Lendvai Pál Kiskunhalasi Triatlon  | 14.7075 m | Horváth Attila Benczenleitner Ottó Vida József Fábián Zoltán Haladás VSE      | 14,335 m  |
| csapat diszkoszvetés                   | Horváth Attila Benczenleitner Ottó Fazekas Róbert Vida József Haladás VSE | 51,025 m  | Kónyi Árpád Kóczián Jenő Csiky Gábor Munkácsi Sándor Újpesti TE                | 47,85 m   | Kerekes László Bacskó Sándor Kulcsár József Répási Zoltán Nyíregyházi VSC     | 45,305 m  |
| csapat kalapácsvetés                   | Gécsek Tibor Rédei László Annus Adrián Németh Zsolt Szombathelyi AC       | 69,205 m  | Vida József Fábián Zoltán Horváth Norbert Fazekas Róbert Haladás VSE           | 63,80 m   | Zentai Tibor Keresztes László Kajdi János Benkó József VEDAC                  | 54,08 m   |
| csapat gerelyhajítás                   | Belák József Fejér Zoltán Beör József Knipfer Zoltán Újpesti TE           | 63,835 m  | Varga Lajos Dénes Károly Bak István Herédi István Szeged SC                    | 58,925 m  | Honti Gábor Horváth Gergely Paragi Ferenc Vajtai Pál Csepel                   | 56,45 m   |

### Nők
| Versenyszám             | Arany                                                                                  | Arany     | Ezüst                                                                        | Ezüst                | Bronz                                                                       | Bronz     |
| ----------------------- | -------------------------------------------------------------------------------------- | --------- | ---------------------------------------------------------------------------- | -------------------- | --------------------------------------------------------------------------- | --------- |
| 100 m                   | Barati Éva Bp. Honvéd                                                                  | 11,62     | Molnár Edit Újpesti TE                                                       | 11,79                | Molnár Mónika Szolnoki MÁV MTE                                              | 11,90     |
| 200 m                   | Barati Éva Bp. Honvéd                                                                  | 23,84     | Mádai Mónika                                                                 | 23,99                | Szabó Gabriella Debreceni EAC                                               | 24,53     |
| 400 m                   | Mádai Mónika Zalaegerszegi AC                                                          | 53,81     | Kurucz Andrea Újpesti TE                                                     | 55,20                | Végh Anett Ajka                                                             | 55,54     |
| 800 m                   | Csoszánszky Szilvia Csepel                                                             | 2:08,77   | Barta Viktória Csepel                                                        | 2:09,41              | Mészáros Krisztina Újpesti TE                                               | 2:10,52   |
| 1500 m                  | Dóczi Éva VEDAC                                                                        | 4:25,75   | Barta Viktória Csepel                                                        | 4:27,04              | Javos Anikó Videoton                                                        | 4:27,65   |
| 3000 m                  | Dóczi Éva VEDAC                                                                        | 9:18,41   | Javos Anikó Videoton                                                         | 9:30,04              | Visnyei Márta BVSC                                                          | 9:42,34   |
| 10 000 m                | Barócsi Heléna Szolnoki MÁV MTE                                                        | 33:46,35  | Dóczi Éva VEDAC                                                              | 33:46,81             | Földingné Nagy Judit Győri Dózsa                                            | 33:56,50  |
| 4 × 100 m               | Ináncsi Rita Eisenhoffer Ágnes Barati Éva Steinmetz Éva Bp. Honvéd                     | 46,67     | Újpesti TE                                                                   | 49,35                | MTK                                                                         | 49,77     |
| 4 × 200 m               | Ináncsi Rita Eisenhoffer Ágnes Steinmetz Éva Barati Éva Bp. Honvéd                     | 1:38,77   | Borsos Bernadett Gáspár Katalin Mádai Mónika Végh Anett Zalaegerszegi AC     | 1:40,03              | MTK                                                                         | 1:45,26   |
| 4 × 400 m               | Ináncsi Rita Steinmetz Éva Fodor Kinga Barati Éva Bp. Honvéd                           | 3:47,81   | Újpesti TE                                                                   | 3:51,93              | Szabó Judit Mádai Mónika Pados Krisztina Végh Anett Zalaegerszegi AC        | 3:55,80   |
| 4 × 800 m               | Csizi Réka Staicu Simona Hédai Gizella Rácz Katalin Bp. Honvéd                         | 8:56,92   | BVSC                                                                         | 9:06,31              | VEDAC                                                                       | 9:09,99   |
| 100 m gát               | Bálint Zita Csepel                                                                     | 13:80     | Ináncsi Rita Bp. Honvéd                                                      | 13,80                | Kalamár Andrea Mikro                                                        | 14,33     |
| 400 m gát               | Ray Szilvia TFSE                                                                       | 1:00,89   | Dóczi Orsolya KSI                                                            | 1:01,43              | Endes Györgyi Debreceni EAC                                                 | 1:02,43   |
| 10 km gyaloglás         | Rosza Mária Békéscsaba                                                                 | 45:25     | Szebenszky Anikó Debreceni MTE                                               | 45:43                | Ilyés Ildikó Békéscsaba                                                     | 45:49     |
| magasugrás              | Solti Krisztina Bp. Honvéd                                                             | 192 cm    | Kovács Judit Debreceni MTE                                                   | 190 cm               | Fazekas Erzsébet MLTC                                                       | 184 cm    |
| távolugrás              | Ináncsi Rita Bp. Honvéd                                                                | 650 cm    | Fekete Ildikó Debreceni MTE                                                  | 641 cm               | Medovarszki Éva Kecskeméti SC                                               | 625 cm    |
| hármasugrás             | Fekete Ildikó Debreceni MTE                                                            | 13,71 m   | Medovarszki Éva Kecskeméti SC                                                | 13,27 m              | Pintér Ágnes Videoton                                                       | 12,57 m   |
| súlylökés               | Herth Hajnal Testvériség                                                               | 14,69 m   | Jánosi Viktória Testvériség                                                  | 13,73 m              | Divós Katalin Haladás VSE                                                   | 13.25 m   |
| diszkoszvetés           | Csőke Katalin Testvériség                                                              | 53,12 m   | Divós Katalin Haladás VSE                                                    | 48,94 m              | Sugár Barbara Haladás VSE                                                   | 46,16 m   |
| gerelyhajítás           | Zsigmond Kinga Ferencvárosi TC                                                         | 59,24 m   | Preisinger Ágnes Ferencvárosi TC                                             | 53,40                | Bereczky Bea REAC                                                           | 51,12 m   |
| hétpróba                | Ináncsi Rita Bp. Honvéd                                                                | 5980      | Atléta Újpesti TE                                                            | 5205                 | Vári Edit Mosonmgyaróvári SI                                                | 4996      |
| félmaraton              | Barócsi Heléna Szolnoki MÁV MTE                                                        | 1:13:08   | Visnyei Márta BVSC                                                           | 1:14:40              | Farkas Ágota Székesfehérvári Hunyadi DSE                                    | 1:15:14   |
| maratoni futás          | Vass Márta Szupermaratoni FC                                                           | 2:56:57   | Bugya Marianna BVSC                                                          | 3:02:21              | Nagyné Petrik Éva BVSC                                                      | 3:03:32   |
| mezei futás 6 km        | Földingné Nagy Judit Győri Dózsa                                                       | 20:58     | Visnyei Márta BVSC                                                           | 21:02                | Dóczi Éva VEDAC                                                             | 21:04     |
| csapat félmaraton       | Visnyei Márta Molnár Gabriella Bugya Mariann BVSC                                      | 4:01:14   | Farkas Ágota Korán Éva Kozári Erzsébet Hunyadi DSE                           | 4:15:57              | Kiss Ágnes Szászi Beáta Korán Andrea Szegedi VSE                            | 4:30:19   |
| csapat maratoni futás   | Korán Éva Remsei Mónika Kozári Erzsébet Székesfehérvári Hunyadi                        | 9:57:27   | Több induló nem volt                                                         | Több induló nem volt |                                                                             |           |
| maratoni váltó          | Jakab Ágnes Farkas Ágota Korán Éva Horváth Andrea Halász Tímea Székesfehérvári Hunyadi | 2:37:43   | Brutóczky Judit Petrik Éva Csavajda Andrea Molnár Gizella Bugya Mariann BVSC | 2:43:11              | Tóth Mónika Komjáthy Ágnes Radics Zsuzsa Barta Viktória Rieger Anita Csepel | 2:43:47   |
| csapat 10 km gyaloglás  | Rosza Mária Ilyés Ildikó Szabó Aranka Békéscsabai Előre                                | 2:19:08   | Váradi Ibolya Puskás Éva Gruber Orsolya Bp. Honvéd                           | 2:30:55              | Zsuffay Klára Szuromi Karin Molnár I. BEAC                                  | 2:32:16   |
| csapat mezei futás 6 km | Visnyei Márta Brutóczky Judit Molnár Gizella BVSC                                      | 23        | Tóth Mónika Barta Viktória Komjáthy Ágnes Csepel                             | 35                   | Dóczi Éva Stiglicz Edit Koósné Horváth Mariann VEDAC                        | 50        |
| csapat magasugrás       | Ináncsi Rita Ináncsi Vera Csapó Mónika Szalay Aliz Bp. Honvéd                          | 171,75 cm | Mayer Ildikó Baumgartner Zita Vadász Kitty Sztergár Tímea Pécsi AC           | 159 cm               | Hegyi Judit Gáncs Gabriella Gergácz Anikó Csalagovics Andrea VEDAC          | 156,25 cm |
| csapat távolugrás       | Ináncsi Rita Brünyi Orsolya Ináncsi Vera Keresztesi Krisztina Bp. Honvéd               | 537 cm    | Hegyi Judit Régensperger Andrea Gáncs Gabriella Csalagovits Andrea VEDAC     | 524,25 cm            | Szála Anett Spiegl Judit Ray Szilvia Kovács Kriszta TFSE                    | 521,75 m  |
| csapat hármasugrás      | Gáncs Gabriella Régensperger Andrea Hegyi Judit Csalagovics Andrea Veszprémi EDAC      | 11,50 m   | Ináncsi Rita Ináncsi Vera Csapó Mónika Dornbach Ildikó Bp.Honvéd             | 11,305 m             | Szirbucz Andrea Oroszi Tünde Németh Krisztina Szicsó Eszter Újpesti TE      | 11,0425 m |
| csapat súlylökés        | Herth Hajnal Jánosi Viktória Tóbiás Veronika Csőke Katalin Testvériség SC              | 13,41 m   | Horváth Gabriella Rosta Szilvia Bálint Zita Lambovics Mária Csepel           | 11.435 m             | Ináncsi Rita Ináncsi Vera Héda Nikoletta Dornbach Ildikó Bp. Honvéd         | 11,295 m  |
| csapat diszkoszvetés    | Csőke Katalin Jánosi Viktória Szokolai Zsuzsanna Szokolai Katalin Testvériség SC       | 43,165 m  | Divós Katalin Sugár Barbara Lakatos Judit Németh Gyöngyi Haladás VSE         | 42,85 m              | Magyar Mária Zsigmond Kinga Irányi Margit Antal Katalin Ferencvárosi TC     | 35,255 m  |
| csapat gerelyhajítás    | Zsigmond Kinga Preisinger Ágnes Antal Katalin Szécsényi Hajnalka Ferencvárosi TC       | 50,25 m   | Szegvári Katalin Oroszi Tünde Szakolczai Katalin Takács Zsuzsa Újpesti TE    | 43,455 m             | Bereczki Beáta Koczka Anikó Bálint Zita Társ Brigitta Csepel                | 40,995 m  |

## Téli dobóbajnokság
Férfiak
| Versenyszám   | Arany                      | Arany   | Ezüst                         | Ezüst   | Bronz                          | Bronz   |
| ------------- | -------------------------- | ------- | ----------------------------- | ------- | ------------------------------ | ------- |
| diszkoszvetés | Horváth Attila Haladás VSE | 60,94 m | Ficsor József Nyíregyházi VSC | 53,78 m | Kerekes László Nyíregyházi VSC | 53,68 m |
| kalapácsvetés | Gécsek Tibor Haladás VSE   | 75,36 m | Vida József Haladás VSE       | 70,10 m | Verebes János Pécsi AC         | 68,94 m |
| gerelyhajítás | Belák József Újpesti TE    | 68,10 m | Gonda András Debreceni MTE    | 64,62 m | Borbély Norbert Kecskeméti SC  | 58,28 m |

Nők
| Versenyszám   | Arany                     | Arany   | Ezüst                          | Ezüst   | Bronz                     | Bronz   |
| ------------- | ------------------------- | ------- | ------------------------------ | ------- | ------------------------- | ------- |
| diszkoszvetés | Dívós Katalin Haladás VSE | 50,12 m | Csőke Katalin Testvériség      | 49,50 m | Kertész Tekla Szegedi VSE | 49,36 m |
| gerelyhajítás | Ladányi Zsigmondné BEAC   | 53,86 m | Zsigmond Kinga Ferencvárosi TC | 53,16 m | Oroszi Tünde Újpesti TE   | 48,14 m |

## Magyar atlétikai csúcsok
- 20 km gyaloglás 1:23:18.0 ocs. Dudás Gyula SZVSE Budapest 5. 29.